# Olympische Sommerspiele 1988/Teilnehmer (Uganda)
| Gelbes Symbol für Goldmedaillen mit stilisierten Olympischen Ringen | Graues Symbol für Silbermedaillen mit stilisierten Olympischen Ringen | Braundes Symbol für Bronzemedaillen mit stilisierten Olympischen Ringen |
| ------------------------------------------------------------------- | --------------------------------------------------------------------- | ----------------------------------------------------------------------- |
| —                                                                   | —                                                                     | —                                                                       |

Uganda  nahm an den Olympischen Sommerspielen 1988 in Seoul, Südkorea, mit einer Delegation von 24 Sportlern (20 Männer und vier Frauen) teil.

## Teilnehmer nach Sportarten

### Boxen
- Fredrick Muteweta
Halbfliegengewicht: 17. Platz

- Emmanuel Nsubuga
Fliegengewicht: 9. Platz

- Edward Obewa
Bantamgewicht: 33. Platz

- Charles Lubulwa
Leichtgewicht: 33. Platz

- Dan Odindo
Halbweltergewicht: 17. Platz

- Kasmiro Omona
Weltergewicht: 33. Platz

- John Boscoe Waigo
Halbmittelgewicht: 17. Platz

- Franco Wanyama
Mittelgewicht: 5. Platz

- Patrick Lihanda
Halbschwergewicht: 17. Platz

### Gewichtheben
- Joseph Kaddu Kutfesa
Leichtgewicht: 21. Platz

- Ali Kavuma
Mittelschwergewicht: 24. Platz

### Leichtathletik
- Joseph Ssali
100 Meter: Vorläufe
4 × 100 Meter: Vorläufe

- Sunday Olweny
200 Meter: Vorläufe

- John Goville
400 Meter:Vorläufe
4 × 100 Meter: Vorläufe

- Benjamin Longiros
Marathon: 62. Platz

- Vincent Ruguga
Marathon: 63. Platz

- Fred Ogwang
Marathon: 92. Platz

- Moses Musonge
4 × 100 Meter: Vorläufe

- Mike Okot
4 × 100 Meter: Vorläufe

- Justin Arop
Speerwerfen: 33. Platz in der Qualifikation

- Farida Kyakutema
Frauen, 100 Meter: Vorläufe
Frauen, 400 Meter: Vorläufe
Frauen, 4 × 100 Meter: Vorläufe

- Oliver Acii
Frauen, 200 Meter: Vorläufe
Frauen, 4 × 100 Meter: Vorläufe

- Ruth Kyalisima
Frauen, 400 Meter Hürden: Vorläufe
Frauen, 4 × 100 Meter: Vorläufe